# Barney Frank
Barnett „Barney” Frank (ur. 31 marca 1940), amerykański polityk, Działacz Partii Demokratycznej, wieloletni członek Izby Reprezentantów.

## Życiorys
Od 3 stycznia 1981 do 3 stycznia 2013 był członkiem Izby Reprezentantów, w której pełni funkcję szefa komitetu ds. finansów.
W 1987 był drugim w historii Izby deputowanym, który ujawnił publicznie swoją orientację homoseksualną. W 2009 zajął pierwsze miejsce na dorocznej liście 50 najbardziej wpływowych amerykańskich gejów i lesbijek, przygotowywanej przez magazyn Out.